# دان ماهوني
دان ماهوني (بالإنجليزية: Dan Mahoney)‏ هو سياسي أسترالي، ولد في 25 يناير 1909، وتوفي في 11 سبتمبر 1996. حزبياً، نشط في حزب العمال الأسترالي. وقد انتخب عضو الجمعية التشريعية نيو ساوث ويلز.